# Deutsche Cadre-47/2-Meisterschaft 1963/64

Veranstaltungsort: Berlin

Die Deutsche Cadre-47/2-Meisterschaft 1963/64 war eine Billard-Turnierserie und fand vom 13. bis zum 16. Februar 1964 in Berlin zum 37. Mal statt.

## Geschichte
Vor Turnierbeginn gab es nach den Vorleistungen nur einen klaren Favoriten. Es war der Kölner Ernst Rudolph. Aber durch eine unerwartete 377:400-Niederlage in 26 Aufnahmen gegen den 21-jährigen hochtalentierten Berliner Dieter Müller musste er bei Matchpunktgleichheit in einer Stichpartie gegen den Titelverteidiger Siegfried Spielmann antreten. Hier zeigte der Düsseldorfer aber wieder seine routinierte Klasse und gewann sicher mit 400:177. Für Müller gab es bei seiner ersten Deutschen Meisterschaft im Seniorenbereich gleich seine erste Medaille. Die Leistungen waren bei diesem Turnier nicht besonders gut. Das lag einerseits an den schlechten Elfenbein-Billardbällen, die vom DBB zur Verfüng gestellt wurden, und andererseits am zu kleinen Turnierraum. Der war ständig überfüllt. Durch diese Tatsache waren alle Teilnehmer in ihrer Leistung stark eingeschränkt.

## Turniermodus
Das ganze Turnier wurde im Round-Robin-System bis 400 Punkte mit Nachstoß gespielt. Bei MP-Gleichstand wurde in folgender Reihenfolge gewertet, außer es ging um den Titel, dann wurden eine oder mehrere Stichpartien gespielt.
Bei MP-Gleichstand wurde in folgender Reihenfolge gewertet:
1. MP = Matchpunkte
2. GD = Generaldurchschnitt
3. HS = Höchstserie

## Abschlusstabelle
| MP    | Match Points (Sieger = 2; Unentschieden = 1; Verlierer = 0) |
| Pkte. | Erzielte Karambolagen                                       |
| Aufn. | Benötigte Versuche                                          |
| GD    | Generaldurchschnitt                                         |
| BED   | Bester Einzeldurchschnitt eines Spielers                    |
| HS    | Höchstserie                                                 |
|       | Bester GD des Turniers                                      |
|       | Bester ED des Turniers                                      |
|       | Beste HS des Turniers                                       |
|       | 1. Platz (Gold)                                             |
|       | 2. Platz (Silber)                                           |
|       | 3. Platz (Bronze)                                           |

| Klassement vor der Stichpartie               | Klassement vor der Stichpartie           | Klassement vor der Stichpartie | Klassement vor der Stichpartie | Klassement vor der Stichpartie | Klassement vor der Stichpartie | Klassement vor der Stichpartie | Klassement vor der Stichpartie |
| Platz                                        | Name                                     | MP                             | Pkte.                          | Aufn.                          | GD                             | BED                            | HS                             |
| -------------------------------------------- | ---------------------------------------- | ------------------------------ | ------------------------------ | ------------------------------ | ------------------------------ | ------------------------------ | ------------------------------ |
| 1                                            | Ernst Rudolph (Köln)                     | 12:2                           | 2777                           | 168                            | 16,52                          | 23,52                          | 135                            |
| 2                                            | Siegfried Spielmann (Düsseldorf)         | 12:2                           | 2721                           | 172                            | 15,81                          | 22,22                          | 152                            |
| 3                                            | Dieter Müller (Berlin)                   | 10:4                           | 2350                           | 199                            | 11,80                          | 22,22                          | 113                            |
| 4                                            | Joachim Eiter (Münster)                  | 10:4                           | 2468                           | 223                            | 11,06                          | 12,12                          | 132                            |
| 5                                            | Norbert Witte (Essen)                    | 6:8                            | 2543                           | 213                            | 11,93                          | 11,42                          | 144                            |
| 6                                            | Ewald Kajan (Duisburg)                   | 4:10                           | 2155                           | 224                            | 9,62                           | 13,79                          | 91                             |
| 7                                            | Matthias Metzemacher (Bergisch Gladbach) | 2:12                           | 2097                           | 293                            | 7,15                           | 8,16                           | 77                             |
| 8                                            | Josef Bolz (Köln)                        | 0:14                           | 1746                           | 238                            | 7,33                           | –                              | 43                             |
| Turnierdurchschnitt: 10,90                   |                                          |                                |                                |                                |                                |                                |                                |
| –                                            | Stichpartie                              |                                |                                |                                |                                |                                |                                |
| –                                            | Ernst Rudolph (Köln)                     | 0:2                            | 177                            | 16                             | 11,06                          | -                              | 46                             |
| –                                            | Siegfried Spielmann (Düsseldorf)         | 2:0                            | 400                            | 16                             | 25,00                          | 25,00                          | 137                            |
| –                                            | nach Stichpartie                         |                                |                                |                                |                                |                                |                                |
| 1                                            | Siegfried Spielmann (Düsseldorf)         | 14:2                           | 3121                           | 188                            | 16,60                          | 25,00                          | 152                            |
| 2                                            | Ernst Rudolph (Köln)                     | 12:4                           | 2954                           | 184                            | 16,05                          | 23,52                          | 135                            |
| Turnierdurchschnitt: 11,02 (mit Stichpartie) |                                          |                                |                                |                                |                                |                                |                                |